# Nikola Prkačin
Nikola Prkačin (ur. 15 listopada 1975 w Dubrowniku) – chorwacki koszykarz. Grał na pozycji środkowego.

## Kariera zawodnicza
- 1993–1998:  KK Split
- 1998–2003:  Cibona Zagrzeb
- 2003–2007:  Efes Pilsen Stambuł
- 2007:  Dinamo Moskwa
- 2007–2008:  Panathinaikos BC
- 2008–2009:  Cibona Zagrzeb

### Sukcesy
- KK Split: dwukrotnie Puchar Chorwacji w 1994 i 1997 roku,
- Cibona Zagrzeb: 4-krotny mistrz kraju (99-02), 4-krotne zdobycie pucharu (99, 01-02, 09), MVP rozgrywek w 2002 roku,
- Efes Stambuł: 2-krotny mistrz Turcji (04-05), 2-krotny wicemistrz (06-07), 2-krotny zdobywca pucharu kraju (06-07) i raz superpucharu (07),
- Panathinaikos BC: mistrz Grecji i zdobywca pucharu Grecji.